# 金岱街道
金岱街道是中华人民共和国河南省郑州市管城回族区下辖的一个街道办事处。

## 行政区划
金岱街道下辖以下村级行政区划单位：
橡树玫瑰城社区、腾飞路社区、郎庄村、姚庄村、七里河村和尚庄村。